# ان‌جی‌سی ۷۵
ان‌جی‌سی ۷۵ (به انگلیسی: NGC 75) یک کهکشان عدسی با قدر ظاهری ۱۴٫۸ است که در صورت فلکی ماهی قرار دارد.